# Inlines

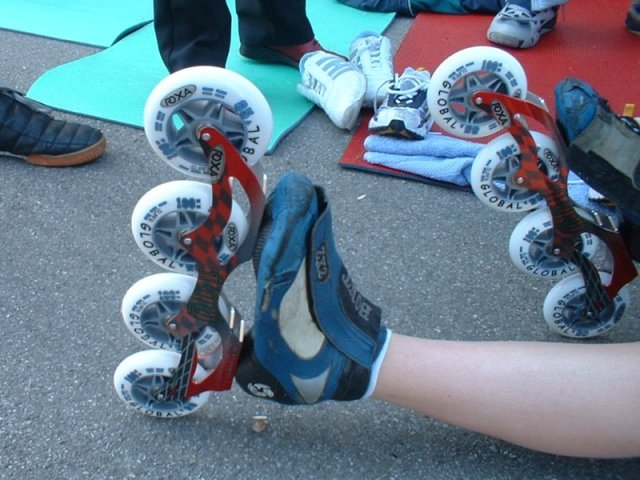
Inlinesrullskridskor med stora hjul för hög hastighet.

Inlines är en typ av rullskridskor där samtliga hjul är monterade på rad, det vill säga i linje med varandra (eng. "in line"). Inlines blev en stor trend på 1990-talet.
Ett av märkena heter/hette Rollerblade, varför inlines ibland kommit att kallas "rollerblades". Se varumärkesord.
Ett antal rullskridskoklubbar har bildats i Sverige, sedan 1993 sorterande under Svenska Skridsko-, Kälk- och Rullidrottsförbundet. Vid Europeiska rullskridskoförbundets (CERS) årsmöte i Martinsicuro, Italien 2006 deltog 22 nationer. 
I Varberg och Karlstad finns för närvarande (juni 2009) landets två enda tävlingsbanor med internationella mått: en 200 meter lång ovalbana doserad enligt gällande regler.